# David Altprager
David Altprager, vlastním jménem David Kraus Altprager, někdy také uváděn jako David Kraus-Altprager (* 27. června 1985, Praha) je český historik, badatel, spisovatel, publicista, průvodce, producent a aktivista české židovské komunity, působící zejména v Židovském muzeu v Praze. Věnuje se hlavně českožidovské tematice, zejména středověkým novodobým a moderním českým židovským dějinám; dlouhodobě soustavně také výzkumu českomoravských judaik a synagogálií, židovské urbánní historii (ghetta, mikve, židovské hřbitovy), výzkumu a dokumentaci holocaustu, dále také např. tématu pragensií či českoněmeckých dějin. Napsal na toto téma několik knih, přispívá do novin, periodik a TV.

## Život
Kraus se narodil v roce 1985 v Karlíně do česko-německo-moravsko-židovské rodiny s hlubokými kořeny v českých zemích. Rodina žila v Praze nejméně od 14. století, později se její část přesunula do severních Čech. Jeho dědeček Vladimír Juřík za války působil jako partyzán, zbytek rodiny byl vězněn během holocaustu - zejména druhý dědeček František R. Kraus je považován za jednoho z primárních svědků a přeživších holocaustu českých židů.
V 1. sv. válce bojovali 3 ze 4 jeho pradědů v rakousko-uherské armádě, jeden z nich padl na Východní frontě. Pradědeček Otto Flusser byl civilním povoláním šochet a za války byl několikrát dekorován rakousko-uherskou armádní medailí Karl-Truppen-Kreuz a Tapferkeitsmedaille. Přežil čtyřletý kontingent na alpském bojišti. Pradědeček Kraus byl odvelen již zkraje roku 1914 na Haličskou frontu.
Prvopočátek rodiny je však písemnými doložen daleko dříve; na území dnešní Prahy již minimálně od 14. století. Jméno Altschul měl jako první nést potomek provensálských uprchlíků, kteří se usadili v Praze kolem roku 1302. Nejstarší historický doklad se váže k příchodu židovských exulantů z Francie (Provence) na počátku 14. století, kteří se usadili v okrsku u tzv. Staré školy na dnešním Josefově, tehdejším Starém židovském městě; zde také vzniká jejich původní příjmení Altschul. Mezi členy rodiny lze počítat například rabína David Gans či Maurus Bloch. Krausův dědeček František R. Kraus byl přední český přeživší a autor holocaustu, docent Vladimír Juřík byl za 2. sv. války partyzánem na Valašsku. Krausova babička Renata Wohlgemuthová, jejíž rodina pocházela z Hřešihlavy ze západních Čech, se narodila a vyrostla v Praze ve zcela sekulární rodině na pražském Smíchově. Většina jejích přátel či příbuzných zahynuli za holocaustu, ona sama měla to štěstí, že díky falešným dokumentům nebyla nakonec nikdy zařazena do transportu - nakonec "pouze" do Luftschutz. Po 2. sv. válce působila jako referentka na MNO, poté jako docentka, později profesorka na FF UK, obor národohospodářské dějiny. Po r. 1989 jako spolupracovnice Václava Havla a zejména Olgy Havlové.
Studoval dějiny a religionistiku - hebraistiku a judaistiku na UK, posléze také ve Švédsku a v Izraeli. Kolem roku 2000 se aktivně zapojil do aktivit pražské židovské obce, resp. České unie židovské mládeže, kde přes deset let aktivně působil ve vedoucích funkcích. Jako předseda organizace roku 2008 například se svými kolegy prosadil do veřejného prostoru projekt Stolpersteine či předtím Jom Hašoa.
Jako historik, průvodce a badatel působí od r. 2006 v Židovském muzeu v Praze i v několika dalších organizacích (Památník Terezín; Terezínská iniciativa; Klub za Starou Prahu) a také v zahraničí.
Mezi lety 2012 a 2023 byl jedním z hlavních zakladatelů inovativního sektoru tzv. "kosher river cruising".
Žije střídavě v Praze a v italských Benátkách.